# Grass (Luxembourg)
Pour les articles homonymes, voir Grass.
Pour les articles ayant des titres homophones, voir Grasse et Grâce.
Grass est un village et une section de la commune luxembourgeoise de Steinfort située dans le canton de Capellen.

## Géographie
Grass est limitrophe de la Belgique, dans une semi-enclave ouverte vers le sud-est. Il constitue également une exclave, étant séparé du reste de la commune par la commune de Garnich sur quelques centaines de mètres. Il se trouve au sud de la dernière sortie de la  (E 25) et du village belge de Sterpenich. Il est traversé en bordure sud par la rivière Eisch qui y reçoit la Grendel, son premier affluent gauche, ainsi que par la ligne de l'Attert, une ancienne ligne de chemin de fer reconvertie en piste cyclable, entre les villages de Kahler et Clemency.
En 2017, juste au nord du village, ont commencé à sortir de terre un nouveau zoning industriel et commercial ainsi qu'un nouveau quartier résidentiel (nommé A Wonesch — « Chez le charron »), l'ensemble ayant une superficie bien plus grande que la surface bâtie existante. Le zoning est contigu à celui de Sterpenich se trouvant au nord-ouest.

## Étymologie
Grass ou Graas, en francique mosellan, signifie herbe : les terres de Grass sont tellement argileuses qu'on ne peut y faire pousser que de l'herbe et n'y exploiter que des prés.

## Histoire
À l'époque mérovingienne, la forêt de Grass appartenait à l'abbaye de Stavelot où celle-ci créa une cense (visible sur la carte de Ferraris de 1777). Le village de Grass, qui se développa autour de cette cense, dépendra de la paroisse de Hondelange (aussi possession de l'abbaye qui y avait construit l'église) jusqu'au concordat. La ferme dépendra de cette paroisse jusqu'après l'indépendance belge/luxembourgeoise. Cette cense fut exploitée par l'élevage de porcs (à la glandée), les terres étant trop argileuses pour l'agriculture et l'élevage de bovins pas assez rentable.
La forêt de Grass, comprenant la cense de Grass, fut acquise par les premiers seigneurs de Kahler, puis passa dans les mains des seigneurs de Sterpenich issus de ceux-ci. Ensuite, la seigneurie de Sterpenich fut acquise au XIVe siècle par les seigneurs d'Autel.
À la Révolution française, Sterpenich et Grass firent partie de la commune de Steinfort. C'est à la suite de l'indépendance de la Belgique et du traité des XXIV articles que Grass fut séparé de Sterpenich qui passa dans la commune belge d'Autelbas.
Au XIXe siècle, Grass a momentanément connu une forte augmentation de population grâce aux activités d'extraction de minerai de fer, au point qu'une école dut ouvrir (aujourd'hui fermée). Le « chemin des Mines » à Hondelange en est un souvenir.
Un tronçon de la ligne de l'Attert a existé momentanément qui permettait de joindre le réseau Prince-Henri près de Grass au réseau belge au niveau de la Biff à Hondelange : la ligne Clemency-Autelbas.
La ferme de Grass, qui a toujours été une grande propriété, est toujours en activité.

## Curiosités
- La ferme de Grass, à l'origine du village
- Le monument du 150e anniversaire de la création de l'État grand-ducal